# Ganden Phodrang
| Lịch sử Tây Tạng |
| --- |
| Cổ đạiThời kỳ đồ đá mới Tượng Hùng ~500 TCN–645                                                                                       |
| Thổ Phồn 618–842Thời kỳ phân liệt 842–1253 Guge 1088–1630                                                                             |
| Thời kỳ các giáo phái thống trịSakyapa 1253–1358 ∟ thuộc Nguyên 1271–1354 Phagmodrupa 1354–1618 Rinpungpa 1435–1565 Tsangpa 1565–1642 |

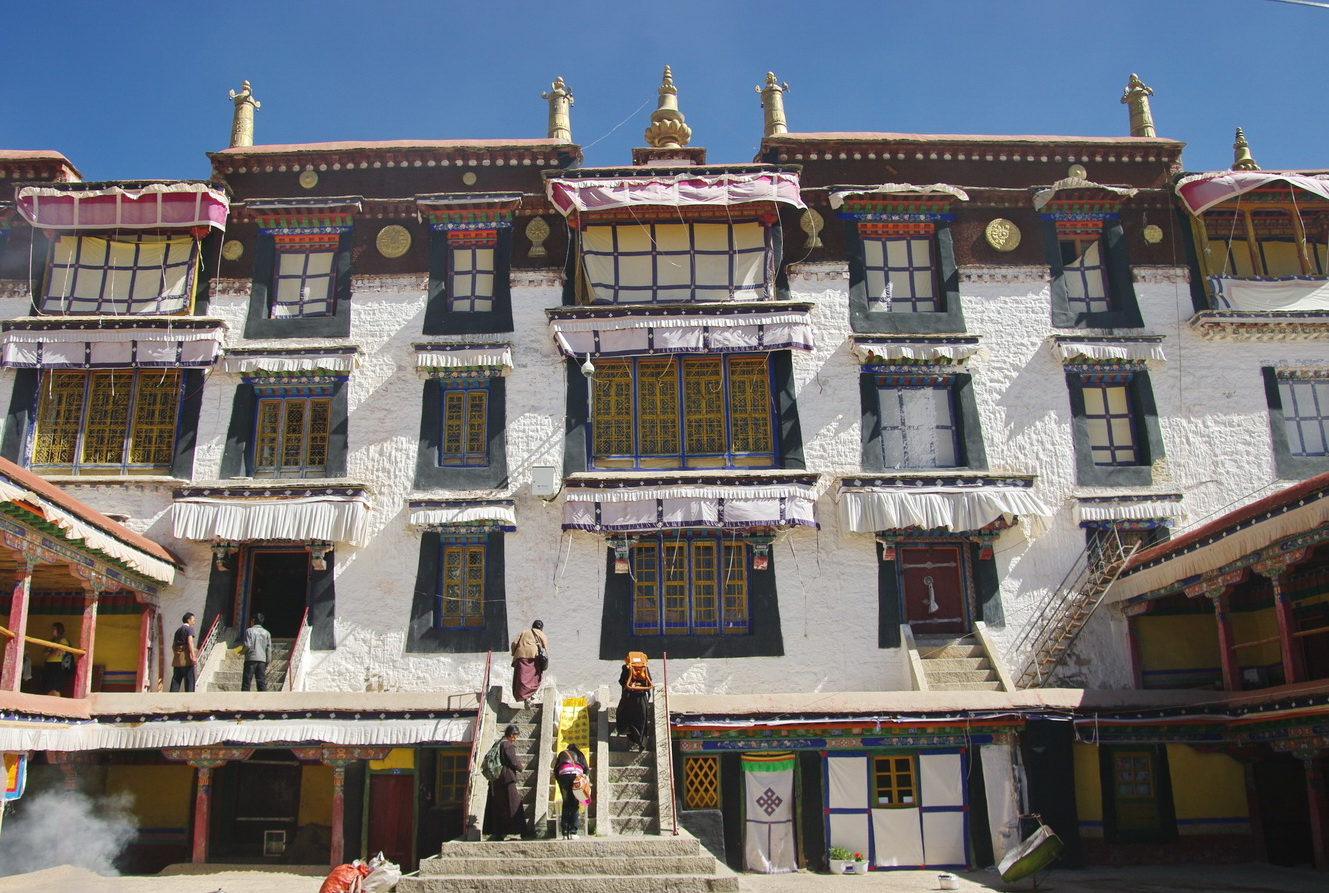
Dinh thự Ganden Podrang tại tu viện Drepung, nơi từng là trụ sở của các Dalai Lama cho tới thế kỷ thứ 17.

| Chính quyền Ganden Phodrang 1642–1959Hãn quốc Khoshut 1642–1717 Tây Tạng thuộc Thanh 1720–1912 Tây Tạng 1912–1951                     |
| Cộng hòa Nhân dân Trung Hoa 1951–nayKhu tự trị Tây Tạng 1965–nay                                                                      |
| Xem thêm Quân chủ • Niên biểu • Phật giáo Tây Tạng Chính phủ lưu vong Tây Tạng                                                        |
| x t s |

Chính quyền Ganden Phodrang (chữ Tạng: དགའ་ལྡན་ཕོ་བྲང) là bộ máy chính phủ của người Tạng thành lập vào năm 1642 bởi Dalai Lama thứ 5 với sự hỗ trợ từ Hãn Güshi của Khoshut. Lhasa trở thành thủ đô của người Tạng vào đầu thời kỳ này nên còn gọi là Chính quyền Lhasa. Năm 1720, Nhà Thanh chinh phục đất Tạng và thành lập tỉnh Tây Tạng thuộc Thanh. Sau khi nhà Thanh sụp đổ năm 1912, Chính quyền Ganden Phodrang vẫn tiếp tục cai trị Tây Tạng như một nhà nước độc lập tới năm 1951 và như một khu vực tự trị của Cộng hòa Nhân dân Trung Hoa cho tới năm 1959, khi Dalai Lama thứ 14 phải chạy tị nạn sang Ấn Độ và thành lập Chính phủ lưu vong Tây Tạng. Kashag là nội các đầu tiên của Ganden Phodrang, được thành lập vào đầu thời kỳ thuộc Thanh.

## Tên gọi
"Ganden Phodrang" là tên gọi của dinh thự của các Dalai Lama tại tu viện Drepung từ Dalai Lama thứ 2. Khi Dalai Lama thứ 5 nắm quyền cai trị, ông đã xây dựng và dời thủ phủ hành chính về cung điện Potala, ông trú tại đây vào mùa đông và tại Norbulingka vào mùa hè. Theo một số người, Ganden Phodrang vẫn còn được đại diện bởi Chính quyền trung ương hay Chính phủ lưu vong Tây Tạng của Dalai Lama tại Dharamsala, Ấn Độ sau năm 1959. Tuy nhiên, "Ganden Phodrang" theo cách hiểu này sẽ mang định nghĩa khác, trở thành một "labrang", hay chức vụ cá nhân, của các Dalai Lama.

## Lịch sử

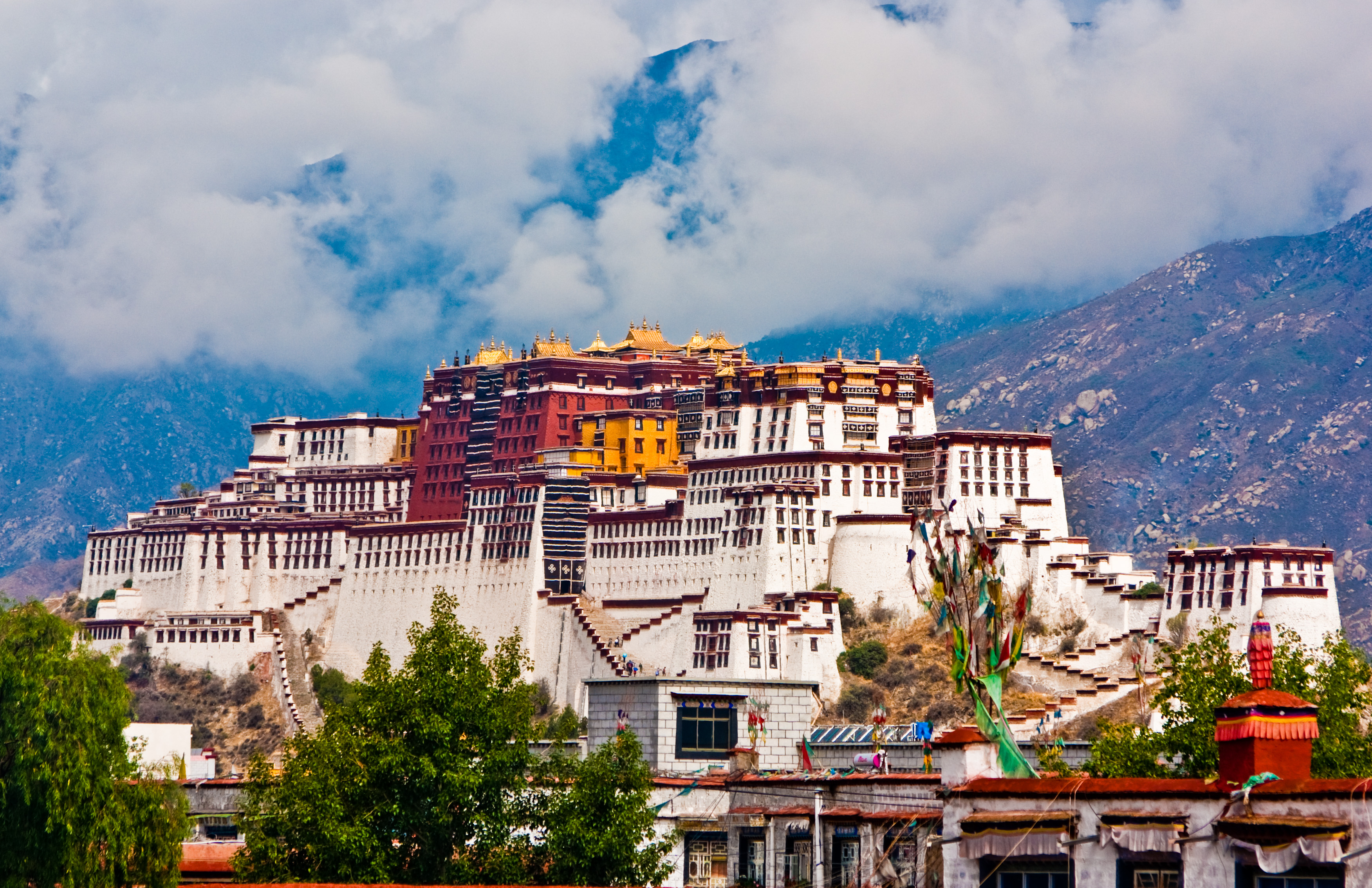
Cung điện Potala tại Lhasa

### Bối cảnh
Hãn Altan của người Tümed tại Mông Cổ quyết định chọn phái Gelug của Phật giáo Tây Tạng làm tông phái Phật giáo của mình. Năm 1577, ông mời Lama của phái này là Sonam Gyatso tới Mông Cổ giảng đạo. Hãn Altan phong tặng cho Sonam Gyatso làm "Dalai" (tiếng Mông của tên Gyatso, nghĩa đen là "đại dương"). Từ đó, Sonam Gyatso được biết tới như là Dalai Lama. Do danh hiệu này cũng được truy tặng cho các Lama cũ của phái Gelug là Gendun Drup và Gendun Gyatso, nên Sonam Gyatso trở thành Dalai Lama thứ 3.

### Giai đoạn ban đầu
Dalai Lama thứ 5 (cai trị 1642–1682), dưới danh nghĩa tông phái Gelug, đã đánh bại các tông phái đối địch như Kagyu, Jonang và cả nhà lãnh đạo thế tục của phái Tsang sau một cuộc nội chiến kéo dài và thống nhất người Tạng. Thành công của ông có được một phần là nhờ sự giúp đỡ của Hãn Güshi, một thủ lĩnh của người Oirat tại Mông Cổ, ông cũng đồng thời kiến lập Hãn quốc Khoshut tại đất Tạng. Với việc Hãn Güshi chỉ đóng vai trò là người bảo trợ đơn thuần, đã trao mọi quyền điều hành người Tạng cho Dalai Lama trong một buổi lễ ở tu viện Tashilhunpo tại Xigazê , Dalai Lama thứ 5 và các cộng sự đã thiết lập một bộ máy chính quyền nội bộ được các sử gia gọi là Chính quyền Lhasa. Dalai Lama nắm mọi quyền lực cho đến khi qua đời và Hãn Güshi không hề có bất kỳ hành động can dự nào vào việc chính trị . Chính quyền này cũng được gọi là "Ganden Phodrang", dựa theo dinh thự của các Dalai Lama tại tu viện Drepung.
Dalai Lama thứ 5 cũng cho xây dựng và dời thủ phủ hành chính về cung điện Potala tại Lhasa từ Drepung. Nơi đây trở thành nơi ở cho các Dalai Lama cho đến khi Dalai Lama thứ 14 phải chạy tị nạn tới Ấn Độ trong cuộc nổi dậy Tây Tạng 1959.
Từ năm 1679 tới năm 1684, Dalai Lama bỏ qua lời khuyên của phụ tá thân tín Desi Sangye Gyatso, quyết định tham chiến trong chiến tranh Tạng-Ladakh-Mughal chống lại Vương quốc Namgyal ở vùng Ladakh láng giềng . Sau khi Dalai Lama thứ 5 qua đời vào năm 1682, Desi Sangye Gyatso đồng ý ký vào Hòa ước Tingmosgang với Vua Delek Namgyal của Ladakh và kết thúc chiến tranh . Văn kiện van đầu của Hòa ước Tingmosgang không còn tồn tại, nhưng nội dung của nó đã được tóm tắt trong Biên niên sử Ladakh .

### Thời kỳ thuộc Thanh
Năm 1717, Hãn quốc Dzungar xâm lược Lhasa và giết chết Lhabzang, Hãn cuối cùng của Khoshut. Nhưng người Dzungar cũng nhanh chóng bị đánh đuổi bới quân viễn chinh nhà Thanh vào năm 1720, tỉnh Tây Tạng được thành lập, từ đó người Tạng bước vào thời kỳ Tây Tạng thuộc Thanh.
Hội đồng Kashag, nội các của Tây Tạng tồn tại tới những năm 1950, được thành lập vào năm 1721  và được thiết lập bởi Hoàng đế Càn Long vào năm 1751. Trong năm đó chính phủ Tây Tạng đã được tái cơ cấu do ảnh hưởng từ cuộc nổi dậy ở Lhasa năm 1950.
Người châu Âu đầu tiên tới Tây Tạng là nhà các truyền giáo người Bồ Đào Nha António de Andrade và Manuel Marques vào năm 1624. Họ được chào đón bởi vua và hoàng hậu Guge, và được phép xây dựng nhà thờ và truyền giảng đức tin Cơ Đốc giáo. Vua Guge đã nhanh chóng chấp thuận Cơ Đốc giáo với mong muốn giảm ảnh hưởng của phái Gelug, tạo đối trọng với các đối thủ tiềm năng và xây dựng vị thế riêng của mình. Tuy nhiên tất cả các giáo sĩ đã bị trục xuất khỏi Tây Tạng vào năm 1975 .

### Sau thời kỳ thuộc Thanh
Sau khi nhà Thanh sụp đổ vào năm 1911, Dalai Lama thứ 13 đã tuyên bố rằng mình là người cai trị của Tây Tạng độc lập. Phía Trung Hoa Dân Quốc thì xem Tây Tạng khi đó là một phần của nền cộng hòa mới được thành lập, và gọi là địa phương Tây Tạng.
Tình trạng này kéo dài tới những năm 1950, khi Tây Tạng bị hợp nhất vào Cộng hòa Nhân dân Trung Hoa. Bộ máy hành chính cũ vẫn được duy trì thêm vài năm trước khi chính thức bị giải thể vào năm 1959 sau cuộc nổi dậy Tây Tạng 1959. Khu tự trị Tây Tạng sau đó được thành lập bởi chính phủ Trung Quốc vào năm 1965 từ một phần của các khu vực chịu ảnh hưởng bởi dân tộc và văn hóa Tạng. Chính quyền trung ương Tây Tạng được Dalai Lama thứ 14 thành lập tại Ấn Độ cùng năm 1959 sau khi Ganden Phodrang bị giải thể.

### Sách tham khảo
- Shakabpa, W. D. (1984), Tibet: A Political History, Potala Publications, ISBN 978-0-9611474-1-9